# Hrvaška vojna mornarica
Hrvaška vojna mornarica (hrvaško Hrvatska ratna mornarica; kratica HRM) je veja hrvaških oboroženih sil, ki varuje hrvaško teritorialno morje in obalo.

## Oprema in oborožitev
- 5 raketne topnjače:
  - RTOP-11 Kralj Petar Krešimir IV. (1992.)
  - RTOP-12 Dmitar Zvonimir (2001)
  - RTOP-21 Šibenik (1978/1991).
  - RTOP-41 Vukovar (1985/2009).
  - RTOP-42 Dubrovnik (1986/2009).
- Patruljni čolni:
  - OB-61 Novigrad,
  - OB-62 Šolta,
  - OB-63 Cavtat,
  - OB-64 Hrvatska Kostajnica
- Šolska ladja - BŠ-72 Andrija Mohorovičić
- Reševalna ladja - BS-73 Faust Vrančić
- minopolagalci :
  - DBM-81 Cetina
  - DBM-82 Krka
- Minolovec - LM-51 Korčula (2006.)
- Desantne ladje
- Tip 11
  - DBJ-101
  - DJB-103
  - DJB-104
- Tip 22
  - DJB-105
  - DJB-106
- Tip 21
  - DJB-107